# Industriebetriebslehre
Die Industriebetriebslehre ist innerhalb der Betriebswirtschaftslehre eine spezielle Betriebslehre, die sich mit dem Wirtschaften, dem Aufbau, dem Ablauf und der Organisation von Betrieben der produzierenden Industrie und den damit zusammenhängenden Dienstleistungen befasst.

## Allgemeines
Erkenntnisobjekt der Industriebetriebslehre ist der Industriebetrieb, einem auf Massenproduktion von untereinander annähernd homogenen Gütern ausgerichteten Unternehmen, das mit Hilfe standardisierter Produktionsverfahren, Arbeitsteilung, Mechanisierung und Automatisierung Sachgüter herstellt. Schwerpunktmäßig untersucht sie die betrieblichen Funktionen Beschaffung, Produktionswirtschaft, Finanzierung und Marketing. Bei der Schnittstelle zwischen Beschaffung und Produktion konzentriert sie sich auf die Just-in-time-Produktion zwecks Minimierung der Kapitalbindung und des Lagerrisikos. Im Rahmen der Massenproduktion arbeitet sie die typischen Eigenschaften der Industrie heraus, die zu wachsenden Betriebsgrößen mit hohem Kapitalbedarf wegen hoher Anlagenintensität neigt (Großindustrie). Die Großindustrie weist gegenüber kleinen und mittleren Unternehmen einige Besonderheiten auf. Dazu gehören insbesondere Fragen der Organisation, Kostensenkungen durch das Gesetz der Massenproduktion, Skaleneffekte und Technologieorientierung. Der Betriebsgrößeneffekt erklärt sich dadurch, dass die Großindustrie potenziell insgesamt kostengünstiger zu produzieren in der Lage ist als kleine und mittlere Unternehmen. Nach dem Gesetz der Massenproduktion wird der Fixkostenanteil bei zunehmender Kapazitätsauslastung pro Stück kleiner, es entstehen Größenvorteile. Wird durch die Erhöhung der Kapazität eine Kostensenkung erreicht, spricht man von Economies of Scale (statische Skaleneffekte). Hohe Fixkosten erfordern eine Produktion in großen Mengen, die in der Großindustrie eher wahrscheinlich ist. Die Großindustrie zieht oft größere Marktanteile und mehr Marktmacht auf sich, so dass sie auf einigen Märkten die Preisführerschaft übernehmen kann. Bei hoher Technologie-Orientierung ist auch die Technologieführerschaft industrietypisch.

## Geschichte
Vorläuferin der heutigen Industriebetriebslehre ist die so genannte Fabrikbetriebslehre. Sie hatte eine starke Ähnlichkeit mit der technischen Betriebswissenschaft und ist ingenieurwissenschaftlich ausgerichtet. Daneben gab es auch eine Fabrikbetriebslehre mit betriebswirtschaftlichem Schwerpunkt. Diese befasste sich mit organisationstechnischen Fragen der Fabrik- und Büroorganisation und dem industriellen Rechnungswesen, d. h. der Betriebsbuchhaltung und später auch der Kostenrechnung.
Die gewachsene Bedeutung der Industrie seit der Frühindustrialisierung sorgte für einen eigenen Wissenschaftszweig innerhalb der Betriebswirtschaftslehre. Als Mitbegründer der Industriebetriebslehre gelten Max Haushofer Jr. (Der Industriebetrieb, 1874; Grundzüge der Industrie- und Fabrik-Betriebslehre, 1879), Albert Calmes (Der Fabrikbetrieb, 1906), Frederick Winslow Taylor (Die Grundlagen wissenschaftlicher Betriebsführung, 1911/1912), Enno Heidebroek (Industriebetriebslehre, 1923), Max Rudolf Lehmann (Der Industriebetrieb, 1923) oder Alfred Isaac (Der Industriebetrieb, 1930). Wilhelm Kalveram veröffentlichte 1948 das gleicharmige Buch, in welchem er unter anderem die charakteristischen Merkmale des Industriebetriebs schildert. Erwin Geldmacher gründete 1920 an der Universität Köln das erste deutsche Industrieseminar.
Begriff und Inhalte der heutigen Industriebetriebslehre wurden maßgeblich durch die Einrichtung der MIT School of Industrial Management im Jahr 1952 (und 1964 nach ihrem Wohltäter, Alfred P. Sloan Jr. (1875–1966), MIT-Absolvent und Vorsitzender von General Motors, in Sloan School of Management umbenannt) geprägt. Gründungsziel war, Ingenieure als „ideale Industriemanager“ über ein betriebswirtschaftliches Zusatzstudium auszubilden.

## Studium
Master- bzw. Graduiertenprogramme der Industriebetriebslehre bauen auf der ursprünglichen Idee von Sloan auf und bieten Ingenieuren eine strategische Managementausbildung mit Fokus auf Produktionswirtschaft, Marketing, Finanzmanagement, Personalführung sowie Wirtschaftsrecht – ergänzt um Corporate Governance-, Corporate Responsibility- und Nachhaltigkeitsaspekte. Die Studierenden sollen in die Lage versetzt werden, den Industriebetrieb ganzheitlich zu führen.
Die meisten Weiterbildungsprogramme in Industriebetriebslehre sind Vollzeit MBA-Programme, die neben einem vorzugsweise ingenieurwissenschaftlichen Erststudium auch eine mehrjährige Berufserfahrung voraussetzen. Das Studium ist geprägt durch die praxisnahe Vermittlung der betriebswirtschaftlichen Inhalte, wobei die Masterarbeit gewöhnlicher Weise mit bzw. in einem Industriebetrieb geschrieben wird.
In Deutschland beinhaltet das Masterstudium der Industriebetriebslehre an Universitäten häufig vertiefende und forschungsbezogene ingenieurwissenschaftliche Kurse und ähnelt einem M.Eng.-Studium. Der MBA in Industriebetriebslehre an Hochschulen für angewandte Wissenschaften (frühere Fachhochschulen) ist dagegen durch die anwendungsorientierte Vermittlung der betriebswirtschaftlichen Inhalte für Ingenieure geprägt.